# Tram ATAC: rotabili di servizio

La stazione tranviaria dei Mercati Generali, in via Francesco Negri, con un treno del servizio erbaggi.

I tram ausiliari dell'azienda municipale di Roma sono stati un gruppo mai esattamente quantificato di motrici a due assi bidirezionali adattatate allo scopo e vari gruppi di rotabili appositamente costruiti, utilizzati per i servizi della rete (trasporto operai, linea aerea, manutenzione binari, etc). 

## Storia
Alla nascita delle reti tranviarie, sia urbane che extraurbane, la circolazione stradale è ancora affidata ai cavalli, ed in più la maggior parte delle reti sono gestite da società private legate al profitto. Se da una parte non è quindi possibile utilizzare veicoli veloci, capaci di trasportare carichi notevoli senza il vincolo dei binari, dall'altra i gestori preferiscono non immobilizzare somme anche notevoli nell'acquisto di rotabili concepiti per quei servizi fondamentali come la manutenzione del binario (pulizia, smerigliatura, sostituzioni), e della linea aerea. Salvo gli esercizi ferroviari minori, che li prevedono nel piano spese, dalle origini e fino all'inizio degli anni '20 questa tipologia di rotabile è alquanto rara in Italia, preferendosi adattare allo scopo vetture passeggeri ritirate dal servizio per incidenti o solo perché se ne può fare a meno per susseguenti forniture di materiale migliore. Nel caso di Roma, peraltro, una ricostruzione cronologica rigorosa del materiale ausiliario ricostruito è ad oggi impossibile, essenzialmente per quattro motivi:
- l'abitudine tutta romana di ricostruire il materiale senza un piano preordinato, secondo l'estro del momento (si veda il caso delle rinnovate ex SRTO), che rende le vetture tutte diverse tra loro;
- le susseguenti trasformazioni operate anche a breve distanza di tempo (da saldatrice elettrica del binario a innaffiatrice a officina mobile, ad esempio);
- l'effimera esistenza che ha caratterizzato molti rotabili, a loro volta ricompresi in elenchi diversi da quelli del materiale in servizio viaggiatori e spesso ignorati negli ordini di servizio;
- i criteri cervellotici nell'assegnazione (e spesso riassegnazione), dei numeri di esercizio.

## Vetture adattate allo scopo

### Materiale SRTO
Tipico esempio di gestione privata monopolistica, la SRTO non ha mai avuto rotabili di servizio costruiti allo scopo. Col passaggio della rete tranviaria dai cavalli alla trazione elettirca un numero imprecisabile dei veicoli ippotrainati è stato probabilmente adattato ai servizi ausiliari. Si conosce, perché documentata da una immagine, l'esistenza di un carro serbatoio impiegato per l'innaffiamento stradale o la pulizia del binario ragionevolmente ricavato da un omnibus su rotaia (stando all'aspetto del rodiggio), mentre vari riferimenti in cronache giornalistiche o documenti di archivio accennano al riutilizzo di qualche vettura a terrazzini.

### Materiale municipale
L'azienda municipale ha trasformato un gran numero di motrici e rimorchi, nei primi tempi di provenienza SRTO o scelti tra le Charleroi del 1911, in seguito anche riutilizzando vetture a sei e sette finestrini. Per quanto, come detto, non sempre omogenei, i criteri di trasformazione della municipale prevedevano la livrea esterna in colore grigio e la chiusura dei finestrini fissa o con serrande mobili. In alcuni casi (vetture saldatrici, motrici merci), i lati delle casse venivano completamente ricostruiti mantenendo gli accessi laterali (o solo uno di essi), ricavando al posto dei finestrini una grande apertura per l'accesso al macchinario o alle merci caricate. Altre vetture ancora, utilizzate per rimorchio di vetture guaste, traino di carri o trasporto operai, venivano eventualmente ricostruite nei soli interni, con una diversa disposizione dei sedili ed eventuali ripiani per posizionamento di attrezzi o per il trasporto dei biglietti alle singole rimesse. Queste operazioni prevedevano l'assegnazione di numeri in serie speciali (ad es. da 01 in poi, numeri dispari per le motrici e da 02 in poi, numeri pari, per i rimorchi), talvolta mantenendo gli ordinari numeri di esercizio, altre volte usando serie a quattro cifre (0001). Il materiale di servizio si può dividere in diverse categorie, secondo l'utilizzo che se ne è fatto:

#### Servizio mercati

Servizio mercati con una sei finestrini ad assi radiali e un rimorchio giardiniera adattato allo scopo.

Fin dal 1921 l'azienda municipale esercita dei servizi speciali per il collegamento dei mercati generali di via Ostiense. Accanto a corse speciali delle linee ordinarie sono istituiti dapprima il servizio mercati (trasporto merci e persone), successivamente il servizio erbaggi (trasporto solo merci), che utilizzano speciali binari di raccordo presenti nei mercati rionali del tempo e una stazione apposita costruita a lato dello stabilimento dei mercati in via Francesco Negri. I treni del servizio mercati sono composti da una motrice viaggiatori del secondo gruppo del 1911 e da un rimorchio giardiniera con la sostituzione dei portelloni con una parete unica, dotata di una grande apertura protetta da un cancelletto e (al suo interno), un posto con scrittoio per il responsabile del trasporto. 
Nonostante un progetto per adattare alcuni rimorchi a carri frigorifero, per il trasporto di carni e pesce, il servizio mercati è soppresso nel 1936. La causa è lo sviluppo dell'autotrasporto su gomma e la riforma che nel 1930 ha eliminato i binari della zona centrale, costringendo i treni a lunghi e dipendiosi giri sul perimetro delle circolari. Dall'anno successivo, e fino all'immediato dopoguerra si effettua il servizio erbaggi con treni formati da un locomotore e due o tre carri merci. A tale servizio sono adibite almeno sei motrici (sono documentate una 400 SRTO e cinque Charleroi operative), utilizzate per trasporto merci, l'ultima delle quali arrivata (seppure in condizioni di relitto), al 1978.

#### Sezione vie e lavori
Ubicata dapprima nell'area dell'odierna piazza Caprera (al posto del mai costruito deposito Porta Salaria), e successivamente trasferita nel deposito di Portonaccio (nell'area oggi scomparsa per lavori stradali), si occupava della costruzione e manutenzione degli impianti tranviari suddivisa nelle squadre impianti fissi, linea aerea, elettrica e pulizia binari. Nel corso della sua esistenza ha utilizzato numerose vetture ritirate dal servizio viaggiatori e trasformate per altro utilizzo, generalmente ridipinte in grigio con la dizione della sezione e (non sempre) della squadra. Ben poche sono le notizie effettive sui rotabili, alcune delle quali si possono desumere dalle immagini disponibili:

La torpediniera ex SRTO rinumerata 09, impiegata per la saldatura delle rotaie.

- serie 01-019: dieci vetture adibite a servizi ausiliari di varia tipologia, delle quali una ex terrazzini e una ex torpediniera non identificabili adibite alla saldatura elettrica delle rotaie. Altri impieghi, ricavabili da vari accenni, sono il trasporto operai, la manutenzione della linea aerea mediante una torretta aggiunta e il trasporto biglietti agli uffici cassa delle varie rimesse;
- serie 021-031: sei motrici attrezzate per trasporto merci e attrezzature: la prima è una ex 400 SRTO già utilizzata in servizio viaggiatori come rinnovata, le altre sono Charleroi del 1911, di cui sappiamo la provenienza per le unità 023 e 027, ex 191 e 275 in servizio viaggiatori.
- motrice 0001: questa curiosa numerazione a quattro cifre identifica la ex motrice ambulanza, sottoposta ad una fantasiosa ricostruzione tipo cappella mobile (forse in vista dell'anno santo 1925), di cui ha un'immagine del 1928 con un carico di rotaie al suo interno. Radiata nel 1935 è dubbio che abbia circolato molto in tali condizioni.

#### Pulizia binari

Uno dei due carri netta-binario.

Era effettuata da una delle due sottosquadre dell'armamento (l'altra era la squadra impianti fissi), mediante la spazzatura delle gole, l'innaffiamento e la smerigliatura. Per questi servizi, dopo anni di intervento manuale, negli anni '20 viene messo a punto un sistema di spazzole e mole montato su un piccolo telaio sostenuto da ruote gommate. L'apparecchiatura brevetto Falconi consiste in un serbatoio dal quale, a mezzo di una pompa a mano, un liquido è spruzzato nel solco di una rotaia dove, subito dopo, una spazzola o qualcosa di simile pulisce il solco. Con questo sistema sono costruiti due telai apparentemente destinati al traino da parte di una motrice ordinaria, dotati di apparecchio di pulizia composto ognuno di una coppia di ruote munita di raschiatoi e di una coppia di spazzole ruotanti; uno dei due assi del telaio è provvisto degli usuali ceppi del freno, azionato da un volantino manuale posto sopra il telaio, l'altro asse aziona i due apparecchi di pulizia mediante trasmissione a catene e ingranaggi. Le leve poste sopra il piano del talio servono evidentemente alla manovra dell'apparecchio.Su questi due telai, che non derivano da nessuna motrice ritirata dal servizio, sono in seguito montate due casse di tipo aperto, all'interno delle quali sono sistemati i serbatoi del liquido di pulizia ed altre attrezzature atte allo scopo: i due rimorchi, che recano ai lati la scritta CARRO NETTA BINARIO, sono numerati S.2 e S.4 e vengono utilizzati fino a tutti gli anni '30 e sono radiati nel 1943. 

La smerigliatrice S.1, ex torpediniera 307 della SRTO.

Nel 1927, intanto, il sistema Falconi è applicato a due truck motori, col solito asse portante per l'azionamento del meccanismo, sui quali sono montate le casse delle torpediniera ex SRTO 307 e 308. Nel 1939 sono trasformate in smerigliatrici per le rotaie; il truck di origine con l'apparecchio Falconi, pur restando lo stesso, è modificato aggiungendo una trave abbassata al centro per sostenere le mole rettilinee, agenti in modo simile agli attuali freni a pattini. Le due motrici S.1 ed S.3 fanno servizio con piccole modifiche fino al 1977, quando la S.3 è avviata alla demolizione. Negli anni seguenti la S.1, pur restando in servizio, è sempre meno utilizzata nella sua funzione di smerigliatrice e l'ATAC ne decide la radiazione negli anni '90, vendendola in seguito quale rottame nonostante fosse la più antica vettura romana esistente.

#### Trasporto feriti
Un numero imprecisato di rimorchi giardiniera viene utilizzato nel periodo della grande guerra per il trasporto dei feriti, che giungono con treni ambulanza alle stazioni Termini, Portonaccio e Trastevere. L'unico conosciuto è il 175, del quale ci sono pervenute immagini dell'esterno e degli interni. Sono utilizzati in composizione alla motrice ambulanza (vedi oltre), e di altre motrici ordinarie.

## Materiale costruito allo scopo

### Locomotori

Trasporto di materiali da costruzione per le case INCIS di piazza Verbano.

Nel 1926 l'azienda municipale acquista 14 locomotori tranviari a due assi, previsti in origine per l'accoppiamento in doppia trazione e, almeno in parte, per la marcia autonoma dalla linea di contatto, anche se entrambe le possibilità non sembra siano mai state sistematicamente utilizzate. La doppia trazione, in particolare, per la scarsa documentazione fotografica trovata non sembra aver trovato applicazione sui treni merci per le cave, che appaiono tutti muniti di un locomotore in testa e uno in coda (i carri merci non erano certamente muniti di condotta per il comando del locomotore di coda), o linee in pendenza come i raccordi per le cave di Monte Mario. Il collegamento tra i due rotabili era basato sul sistema Schuckert, che nell'equipaggiamento elettrico e nel controller prevede la marcia in singola e doppia trazione. Quest'ultima risulta utilizzata negli anni '70, quando due locomotori furono accoppiati per il traino delle vetture guaste sulla rampa di via Ulisse Aldovrandi. I locomotori L1, L3 ed L7 furono ceduti a terzi nel 1941, mentre degli L5 ed L9 non si trova più traccia nel dopoguerra e si suppone siano stati anch'essi venduti. Gli L23 ed L27 sono stati gli ultimi ad essere radiati nel corso degli anni '90.

### Carri merci
L'ATAG disponeva di un totale di 60 carri merci di vario tipo (a sponde basse aperti e chiusi), numerati da 02 a 130 (numeri pari), tutti a due assi, equipaggiati con repulsore centrale e freno automatico. Alcuni carri erano dotati anche di accoppiatore tramviario. Lunghi 7,3 metri, presentavano un rodiggio ad assi radiali con passo di 2,5 metri. Sono stati radiati in gran parte negli anni '50. Esistevano inoltre almeno quattro carri pianali per il trasporto delle rotaie, numerate a quattro cifre 0002, 0004 (radiato nel 1948), 0006, 0008.

### La motrice ambulanza

La motrice ambulanza seguita da una westinghouse SRTO.

Costruita su ordinazione del comune, e inizialmente di sua proprietà, era impiegata per l'accennato trasporto dei soldati feriti in composizione a uno o due rimorchi ambulanza. Secondo la letteratura tecnica dell'epoca poteva trainarne fino a quattro, ma di composizioni tanto ardite non si è mai trovata notizia. Come i rimorchi al suo interno era attrezzata con delle barelle e varie attrezzature mediche. Per poter circolare indifferentemente sulla rete SRTO e municipale, con diritto di precedenza su qualsiasi altra vettura, era attrezzata con archetto strisciante e col trolley a rotella, e montava speciali carrelli detti "maximum traction" A ostilità cessate passò all'azienda municipale e la si ritrova nel 1928 ricostruita con strane forme arzigogolate e grandi finestrini con intelaiatura a croce. Non si sa esattamente quale utilizzo ne sia stato fatto, ma le forme fanno pensare che possa essere stata una sorta di cappella itinerante durante l'anno santo del 1925. È stata radiata nel 1935. 

## Le otto finestrini
Quando nel 1963 è completata la radiazione del materiale a due assi viene ritirata l'ultima motrice di servizio ancora circolante, la 1430. Non volendo privarsi del tutto di vetture ausiliarie l'ATAC destina a tale servizio cinque motrici otto finestrini, esattamente le vetture 905, 907, 909, 911, 913 e 915, rimaste in uso fino al 1968. Dopo tale anno la 907 non viene demolita, bensì è parcheggiata nelle officine centrali e adibita a spogliatoio per gli operai fino al 1972. Il successivo intervento del Gruppo Romano Amici della Ferrovia (GRAF) ne ha consentito il recupero ed è oggi l'unica delle 280 otto finestrini romane esistente e perfettamente funzionante.

## Riepilogo dati

### Materiale motore
| Numero | Numero | Impiego                          | Rotabile di origine (c) | Anno       | Costruttore         | Motori (d) | Freni (e)  | Rad. | Nota |
| (a)    | (b)    | Impiego                          | Rotabile di origine (c) | Anno       | Costruttore         | Motori (d) | Freni (e)  | Rad. | Nota |
| 01     | 02     |                                  | Charleroi               |            |                     |            |            |      | 1    |
| 03     | 03     |                                  |                         |            |                     |            |            |      |      |
| 05     | 05     | Saldatura elettrica delle rotaie | SRTO gr. 200            |            |                     |            |            |      |      |
| 07     | 07     |                                  |                         |            |                     |            |            |      |      |
| 09     | 09     | Saldatura elettrica delle rotaie | SRTO gr. 300            |            |                     |            |            |      |      |
| 011    | 04     |                                  |                         |            |                     |            |            |      |      |
| 013    | 06     |                                  |                         |            |                     |            |            |      |      |
| 015    | 08     |                                  |                         |            |                     |            |            |      |      |
| 017    | 010    |                                  |                         |            |                     |            |            | 1935 |      |
| 019    | 011    |                                  |                         |            |                     |            |            | 1935 |      |
| 021    | -      | Motrici merci                    | SRTO gr. 400            |            | C. & Toselli        | CT135      | automatico | 1965 |      |
| 023    | -      | Motrici merci                    | Assi radiali 191        | 30/07/1932 | Bauchiero           | CT135      | diretto    | 1977 |      |
| 025    | -      | Motrici merci                    | Assi radiali 233        | 19/07/1933 | Tabanelli           | CT135      | diretto    | 1968 |      |
| 027    | -      | Motrici merci                    | Assi radiali 275        | 30/06/1930 | Tabanelli           | CT135      | diretto    | 1978 |      |
| 029    | -      | Motrici merci                    | Assi radiali            |            |                     | CT135      | automatico | 1965 |      |
| 031    | -      | Motrici merci                    | Motrice assi radiali    |            | C. & Toselli        | GE249      | diretto    | 1965 |      |
| 0001   | -      | Vari                             |                         |            | C. & Toselli        |            | diretto    | 1935 | 2    |
| S.1    | -      | Smerigliatura binario            | SRTO 307                | 1903       | Benvenuti           |            |            | 2000 |      |
| S.3    | -      | Smerigliatura binario            | SRTO 308                | 1903       | Benvenuti           |            |            | 1980 |      |
| L1     | -      | Locomotori tranviari             |                         | 1926 1927  | Carminati & Toselli | CT136      | automatico | 1941 |      |
| L3     | -      | Locomotori tranviari             |                         | 1926 1927  | Carminati & Toselli | CT136      | automatico | 1941 |      |
| L5     | -      | Locomotori tranviari             |                         | 1926 1927  | Carminati & Toselli | CT136      | automatico |      |      |
| L7     | -      | Locomotori tranviari             | 1941                    | 1926 1927  | Carminati & Toselli | CT136      | automatico |      |      |
| L9     | -      | Locomotori tranviari             |                         | 1926 1927  | Carminati & Toselli | CT136      | automatico |      |      |
| L11    | -      | Locomotori tranviari             | 05/05/1928              | 1982       | Carminati & Toselli | CT136      | automatico |      |      |
| L13    | -      | Locomotori tranviari             | 15/04/1929              | 1982       | Carminati & Toselli | CT136      | automatico |      |      |
| L15    | -      | Locomotori tranviari             | 15/04/1929              | 1980       | Carminati & Toselli | CT136      | automatico |      |      |
| L17    | -      | Locomotori tranviari             | 15/04/1929              | 1980       | Carminati & Toselli | CT136      | automatico |      |      |
| L19    | -      | Locomotori tranviari             | 15/04/1929              |            | Carminati & Toselli | CT136      | automatico |      |      |
| L21    | -      | Locomotori tranviari             | 08/06/1929              | 1923       | Carminati & Toselli | CT136      | automatico |      |      |
| L23    | -      | Locomotori tranviari             | 08/06/1929              |            | Carminati & Toselli | CT136      | automatico | 3    |      |
| L25    | -      | Locomotori tranviari             | 08/06/1929              | 1970       | Carminati & Toselli | CT136      | automatico |      |      |
| L27    | -      | Locomotori tranviari             | 08/06/1929              |            | Carminati & Toselli | CT136      | automatico | 3    |      |

I dati di meccanica, equipaggiamento elettrico ed altri di rotabili ottenuti dalla trasformazione di materiale ordinario si riferiscono ai rotabili dopo la trasformazione, che possono notevolmente differire dai dati dei rotabili di origine. Tutti i rotabili sono a due assi, salvo contraria indicazione. Sono esclusi dalla tabella i rotabili per normale servizio passeggeri utilizzati per servizi ausiliari senza particolare trasformazione.
- (a) Numero di esercizio definitivo.
- (b) Numero di esercizio in un precedente schema di numerazione dei rotabili ausiliari SRTO e ATM.
- (c) Eventuale rotabile di origine.
- (d) Quantità motori: 2 (CT135 pot. 55 CV, CT136 pot. 62 CV, GE249 pot. 39 CV).
- (e) Tutti i rotabili hanno freno a mano; automatico., indica freno diretto per la motrice e automatico per il rimorchio, condotta unica; dir.etto, indica freno moderabile e automatico su due condotte.
- (1) Si vedano le tabelle uscita vetture del 1926
- (2) Motrice a quattro assi, con carrelli maximum traction.
- (3) L23, L27: sostituito controller K170 con B54; eliminato equipaggiamento per doppia trazione

#### Carri merci
| N  | R.   | T | N  | R.   | T | N                                                                                     | R.                                                                                    | T                                                                                     |
| 02 | 1953 | P | 48 | 1953 | P | 94                                                                                    | 1953                                                                                  | F                                                                                     |
| 04 | 1943 | P | 50 | 1953 | P | 96                                                                                    | ?                                                                                     | ?                                                                                     |
| 06 | 1953 | P | 52 | 1953 | F | 98                                                                                    | 1953                                                                                  | F                                                                                     |
| 08 | 1959 | ? | 54 | ?    | ? | 100                                                                                   | 1953                                                                                  | F                                                                                     |
| 10 | ?    | ? | 56 | 1953 | F | 102                                                                                   | ?                                                                                     | ?                                                                                     |
| 12 | 1943 | P | 58 | 1953 | F | 104                                                                                   | ?                                                                                     | ?                                                                                     |
| 14 | 1953 | L | 60 | 1953 | ? | 108                                                                                   | 1953                                                                                  | F                                                                                     |
| 16 | 1953 | P | 62 | 1953 | ? | 110                                                                                   | 1953                                                                                  | F                                                                                     |
| 18 | 1966 | ? | 64 | 1953 | ? | 112                                                                                   | 1953                                                                                  | F                                                                                     |
| 20 | 1978 | L | 66 | 1953 | ? | 114                                                                                   | 1933                                                                                  | P                                                                                     |
| 22 | 1953 | F | 68 | 1953 | F | 116                                                                                   | 1953                                                                                  | L                                                                                     |
| 24 | 1953 | L | 70 | ?    | ? | 118                                                                                   | 1966                                                                                  | F                                                                                     |
| 26 | 1953 | L | 72 | ?    | ? | 120                                                                                   | 1943                                                                                  | P                                                                                     |
| 28 | 1953 | L | 74 | ?    | ? | 122                                                                                   | ?                                                                                     | L                                                                                     |
| 30 | 1953 | P | 76 | 1958 | P | 126                                                                                   | ?                                                                                     | ?                                                                                     |
| 32 | 1966 | ? | 78 | 1958 | P | 128                                                                                   | 1959                                                                                  | F                                                                                     |
| 35 | 1953 | P | 80 | ?    | ? | 130                                                                                   | 1943                                                                                  | P                                                                                     |
| 36 | 1966 | ? | 82 | 1953 | F | N numero R radiazione T tipologia P carro pianale L carro sponde basse F carro chiuso | N numero R radiazione T tipologia P carro pianale L carro sponde basse F carro chiuso | N numero R radiazione T tipologia P carro pianale L carro sponde basse F carro chiuso |
| 38 | 1953 | P | 84 | ?    | ? | N numero R radiazione T tipologia P carro pianale L carro sponde basse F carro chiuso | N numero R radiazione T tipologia P carro pianale L carro sponde basse F carro chiuso | N numero R radiazione T tipologia P carro pianale L carro sponde basse F carro chiuso |
| 40 | 1966 | ? | 86 | 1953 | ? | N numero R radiazione T tipologia P carro pianale L carro sponde basse F carro chiuso | N numero R radiazione T tipologia P carro pianale L carro sponde basse F carro chiuso | N numero R radiazione T tipologia P carro pianale L carro sponde basse F carro chiuso |
| 42 | ?    | ? | 88 | ?    | ? | N numero R radiazione T tipologia P carro pianale L carro sponde basse F carro chiuso | N numero R radiazione T tipologia P carro pianale L carro sponde basse F carro chiuso | N numero R radiazione T tipologia P carro pianale L carro sponde basse F carro chiuso |
| 44 | 1953 | F | 90 | ?    | ? | N numero R radiazione T tipologia P carro pianale L carro sponde basse F carro chiuso | N numero R radiazione T tipologia P carro pianale L carro sponde basse F carro chiuso | N numero R radiazione T tipologia P carro pianale L carro sponde basse F carro chiuso |
| 46 | ?    | ? | 92 | ?    | ? | N numero R radiazione T tipologia P carro pianale L carro sponde basse F carro chiuso | N numero R radiazione T tipologia P carro pianale L carro sponde basse F carro chiuso | N numero R radiazione T tipologia P carro pianale L carro sponde basse F carro chiuso |

#### Rimorchi di servizio
| Numero | Numero | Impiego                          | Radiazione | Nota |
| (a)    | (b)    | Rimorchi di servizio (?)         | ?          | 1    |
| 02     | 4      | Rimorchi di servizio (?)         | ?          | 1    |
| 04     | 3      | Rimorchi di servizio (?)         | ?          | 1    |
| 06     | 2      | Rimorchi di servizio (?)         | ?          | 1    |
| 08     | 1      | Rimorchi di servizio (?)         | ?          | 1    |
| 010    | 5      | Rimorchi di servizio (?)         | ?          | 1    |
| 012    | 6      | Rimorchi di servizio (?)         | ?          | 1    |
| S.2    | ?      | Smerigliatura binario            | 1943       |      |
| S.4    | ?      | Smerigliatura binario            | 1943       |      |
| 0002   | ?      | Piattine per trasporto di rotaie | ?          |      |
| 0004   | ?      | Piattine per trasporto di rotaie | 1948       |      |
| 0006   | ?      | Piattine per trasporto di rotaie | ?          |      |
| 0008   | ?      | Piattine per trasporto di rotaie | ?          |      |

- (a) Numero di esercizio definitivo.
- (b) Numero di esercizio in un precedente schema di numerazione dei rotabili ausiliari SRTO e ATM.
- Rimorchi 02-012 indicati come di servizio e non altrimenti identificati.